# قشر البندق (ألبوم)
قشر البندق هو الألبوم الغنائي الثالث عشر للفنان حميد الشاعري حيث صدر هذا الألبوم من إنتاج شركة الشرق الأوسط
في العام 1995. يضم هذا الألبوم موسيقي وأغاني فيلم قشر البندق. قام بالتنفيذ الموسيقي للألبوم حميد الشاعري. تم التسجيل والتنفيذ والمكساج في استوديو رباعيات. الهندسة الصوتية م.أسامة الشيخ .

## محتويات الألبوم
| الأغنيات           | الكلمات      | الألحان      | التوزيع الموسيقي |
| ------------------ | ------------ | ------------ | ---------------- |
| الكحة              | _____        | حميد الشاعري | حميد الشاعري     |
| قشر البندق         | عادل عمر     | حميد الشاعري | حميد الشاعري     |
| عجبي               | عادل عمر     | حميد الشاعري | حميد الشاعري     |
| أغنية الإعلان      | عادل عمر     | حميد الشاعري | حميد الشاعري     |
| الفاهيتا           | عادل عمر     | حميد الشاعري | حميد الشاعري     |
| ياليل يا عين       | حميد الشاعري | حميد الشاعري | حميد الشاعري     |
| إعرف حدودك         | عادل عمر     | حميد الشاعري | حميد الشاعري     |
| موسيقي تيتر الفيلم | _____        | حميد الشاعري | حميد الشاعري     |
| الناس جالوا        | حميد الشاعري | حميد الشاعري | حميد الشاعري     |
| موسيقي تصويرية     | _____        | حميد الشاعري | حميد الشاعري     |
| الصيني             | عادل عمر     | حميد الشاعري | حميد الشاعري     |
| الفالصو والدهب     | مصطفي زكي    | حميد الشاعري | حميد الشاعري     |